# Typhlomangelia cariosa
Typhlomangelia cariosa é uma espécie de gastrópode do gênero Typhlomangelia, pertencente a família Borsoniidae.